# 365756 ISON
365756 ISON este o planetă minoră (asteroid) din Centaur. A fost descoperită pe 4 noiembrie 2010 la Mayhill⁠(d) de Leonid Elenin⁠(d) și a fost numită după International Scientific Optical Network⁠(d). 
Obiectul prezintă o orbită caracterizată de o semiaxă mare de 5,8722155663058 UAi, o excentricitate de 0,53, o înclinație de 20 ° în raport cu ecliptica.